# كأس كاجولز 1933–34
وهي البطولة العاشرة بعد أن بدأت البطولة موسم 1923/1924 وفاز بلقبها نادي القوة الجوية للمرة الثانية على التوالي.

## بعض النتائج المعروفة
- نادي القوة الجوية × اللاسلكي (3-2)
- المدرسة الحربية × الآلية (0-0)
- المدرسة الحربية × الآلية (1-0)
- نادي القوة الجوية × معسكر كيلي (2-0)
- المدرسة الحربية × الأولاد الشباب (4-0)
- نادي القوة الجوية × المدرسة الإنكليزية (2-1)

## المباراة النهائية
أقيمت المباراة النهائية يوم 2 آذار 1934 وانتهت بفوز نادي القوة الجوية على المدرسة الحربية (1-0).